# Sofagate

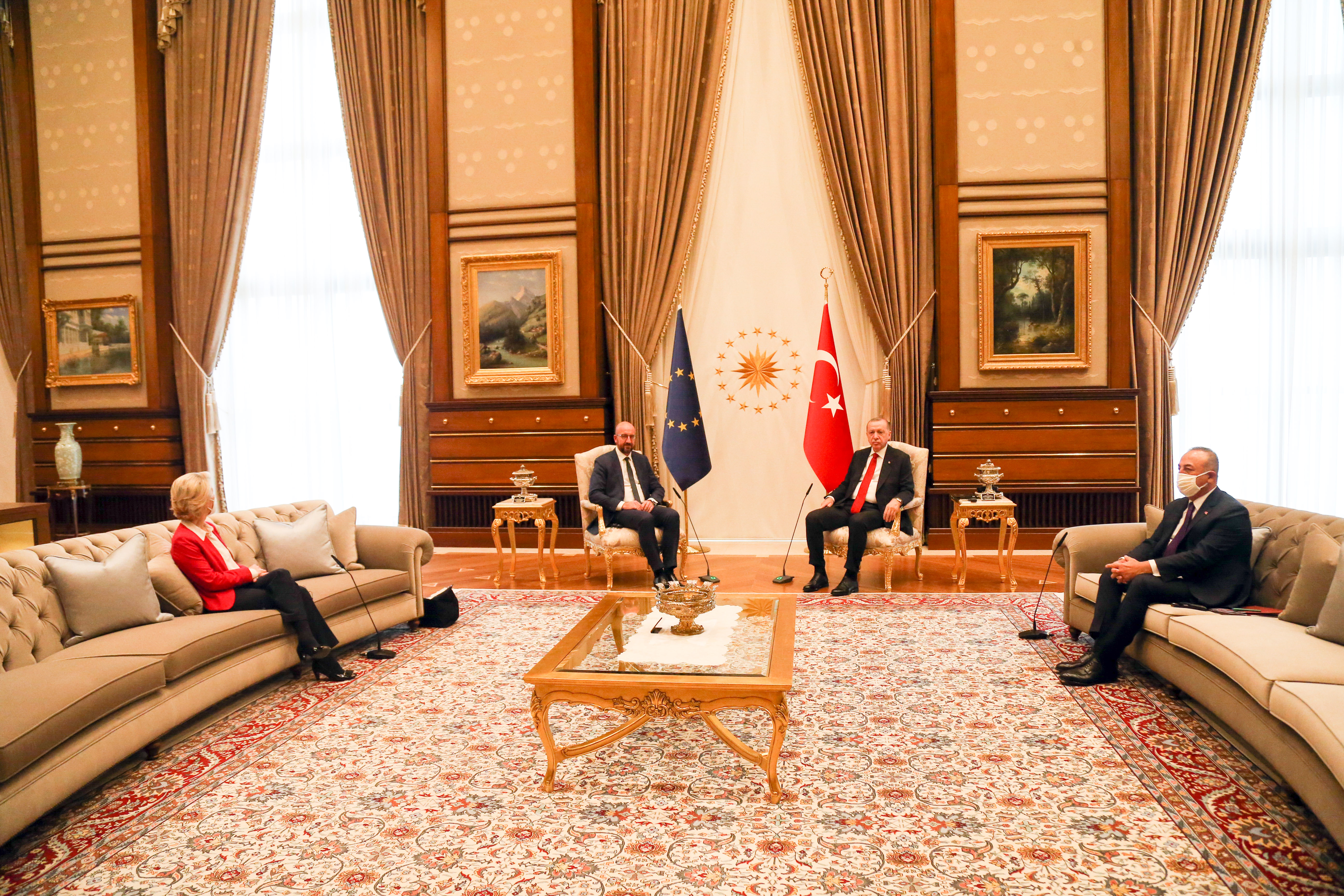
Frau von der Leyen wurde beim Fototermin auf das Sofa links, gegenüber dem türkischen Außenminister platziert.

Als Sofagate bezeichnen die Medien einen Fauxpas während des Besuchs einer hochrangigen Delegation der Europäischen Union in der Türkei am 6. April 2021, der zu diplomatischen Verstimmungen führte. „Sofagate“ ist ein Kofferwort aus „Sofa“ und „Watergate“, in Anspielung auf die Watergate-Affäre als Prototyp für einen politischen Skandal.

## Geschehen und Hintergrund
Anlass des Staatsbesuchs im Präsidentenpalast in Ankara waren insbesondere Gespräche über eine Verlängerung des Flüchtlingsabkommens zwischen EU und der Türkei. Daneben standen eine engere Zusammenarbeit in Wirtschaft und Handel (insbesondere in der Zollunion) und beim Klimaschutz sowie der zivilgesellschaftliche Austausch auf der Agenda. Auch strittige Themen wie der Ausstieg der Türkei aus der Istanbul-Konvention, die Frauen vor Gewalt schützen soll, die Menschenrechtslage allgemein sowie der Grenzkonflikt zwischen der Türkei und Griechenland bzw. die Zypernfrage und der Gasstreit im Mittelmeer wurden von der EU thematisiert.
Beim Pressetermin zu Beginn der Gespräche sollte ein offizielles Foto gemacht werden. Die türkische Regierung sah jedoch vor, dass dieses nur den türkischen Präsidenten Recep Tayyip Erdoğan und den Ratspräsidenten der Europäischen Union Charles Michel zeigen sollte, nicht aber die Präsidentin der Europäischen Kommission Ursula von der Leyen. Daher standen nur zwei Stühle bereit. Von der Leyen war offenbar überrascht von der Situation und musste schließlich ebenso wie der türkische Außenminister Mevlüt Çavuşoğlu auf einem weiter entfernt stehenden Sofa Platz nehmen.

## Interpretationen
Einige Medien und Politiker interpretierten das Vorgehen als einen Akt der Frauenfeindlichkeit und verwiesen darauf, dass zu früheren, ähnlichen Anlässen beide Vertreter der EU gleichberechtigt behandelt worden seien.
Die Türkei hingegen erklärte den Vorfall damit, dass der Ratspräsident gemäß der protokollarischen Rangordnung in der Europäischen Union als Staatsoberhaupt gilt und damit höherrangig ist als die Kommissionspräsidentin. Die Vorwürfe des Sexismus wies sie zurück. Der türkische Außenminister Mevlüt Çavuşoğlu, der von der Leyen gegenüber im Sofa saß, erklärte: „Das Protokoll der Präsidentschaft entsprach den Forderungen der EU-Seite. Mit anderen Worten: Die Sitzordnung wurde so gestaltet, dass sie deren Forderungen und Vorschläge erfüllt.“ Türkische Beamte erklärten, dass die Sitzordnung dementsprechend nach den mit dem Stab von Charles Michel im Vorfeld getätigten Absprachen getroffen worden sei.
Der frühere Kommissionspräsident Jean-Claude Juncker erklärte, ihm sei ebenfalls manchmal die gleiche Behandlung widerfahren. „Für jeden war klar, dass aus protokollarischer Sicht der Präsident des Rates die Nummer eins ist“, erklärte Jean-Claude Juncker der Wochenzeitung Politico Europe. „Normalerweise hatte ich einen Stuhl neben dem Stuhl des Ratspräsidenten, aber manchmal passierte es, dass ich auf einem Sofa saß.“
In deutschen Massenmedien wurde der Vorfall als Symptom bereits länger andauernder, EU-interner Rivalitäten zwischen der Kommission und dem Rat und deren jeweiligen Vorsitzenden von der Leyen und Michel gedeutet. So kommentierte das Nachrichtenmagazin Der Spiegel: „EU-Kommissionschefin von der Leyen wurde bei ihrem Türkeibesuch düpiert. Schuld war aber wohl nicht Gastgeber Erdoğan, sondern Ratspräsident Charles Michel. Szenen eines bizarren Machtkampfs.“ Der Bonner General-Anzeiger schrieb: „In einer ersten Reaktion hatten die meisten Beobachter die Schuld für die erkennbare Brüskierung von der Leyens bei den türkischen Gastgebern gesucht. Doch inzwischen schält sich heraus, dass im Hintergrund offenbar andere Kräfte am Werk waren und die Deplatzierung der Kommissionspräsidentin Teil eines seit längerem laufenden Machtkampfes ist, den vor allem Michel und sein Umfeld pflegen.“ Auch ein Kommentator der ARD sah einen „Machtkampf zwischen Rat und Kommission der EU“.

## Reaktionen in der EU-Politik
Sozialdemokratische und linke Mitglieder des Europäischen Parlaments forderten Charles Michels Rücktritt, weil er die Provokation der türkischen Regierung, so der Vorwurf, schweigend hingenommen habe. Die sozial- und christdemokratischen Fraktionen beriefen daraufhin eine Aktuelle Stunde zu der Thematik ein. Michel selbst beschrieb die Situation rückblickend als „bedauerlich“ und dass er, wenn er könnte, zurückreisen und „die Sache reparieren“ würde. Er betonte aber gleichzeitig: „Meine Befürchtung war, dass ich, wenn ich in irgendeiner Weise reagiert hätte, einen viel schwerwiegenderen Vorfall ausgelöst hätte.“ Einige Tage später kündigte er eine Überarbeitung der diplomatischen Sitzordnung an, um zukünftig solche Vorfälle zu vermeiden. Auch solle auf gleiche Sprechzeiten Wert gelegt werden.
Ursula von der Leyen erklärte nach Angaben der EU-Kommission in einem Gespräch mit Michel, „dass sie eine solche Situation nicht noch einmal zulassen werde“. Sie ließ eine Liste mit fünf Punkten übermitteln, die ähnliche Situationen in Zukunft verhindern sollen. Der Europäische Rat hingegen sieht in der Liste „eine Reihe von Bedingungen“, die das Ziel hätten, „den Europäischen Rat zu schwächen“. Am 26. April hielt von der Leyen eine Rede im EU-Parlament. Dort erklärte sie: „Ich fühlte mich verletzt und alleingelassen. Als Frau und als Europäerin.“ Am 28. April 2021 erklärte sie: „Ich kann in den Europäischen Verträgen keine Erklärung für meine Behandlung finden. Deshalb muss ich den Schluss ziehen, dass ich so behandelt wurde, weil ich eine Frau bin.“ Ferner brachte sie den Vorfall mit dem Austritt der Türkei aus der Istanbul-Konvention zum Schutz von Frauen in Verbindung.
Der italienische Ministerpräsident Mario Draghi bezeichnete den türkischen Präsidenten anlässlich des Vorfalls als „Diktator“, woraufhin die türkische Regierung den italienischen Botschafter einbestellte.

## Reaktionen von Frauenrechtsorganisationen
Frauenrechtsorganisationen verfassten eine Petition, in der Charles Michel zum Rücktritt aufgefordert wurde. Sie führten drei Argumente an:
- Er und von der Leyen seien diplomatisch gleichrangig. Dies habe Michel ignoriert, indem er vorschnell den angebotenen Sitz annahm
- Erdogan habe eine Spaltung und Schwäche der Europäischen Union darstellen wollen. Dies sei ihm durch Michels Verhalten gelungen
- Michel habe den Austritt aus dem Übereinkommen des Europarats zur Verhütung und Bekämpfung von Gewalt gegen Frauen und häuslicher Gewalt durch die Türkei hierdurch legitimiert

## Weblink
- Video des Vorfalls (Reuters)